# Senise
Senise ist eine Gemeinde in der Provinz Potenza in der italienischen Region Basilikata.
In Senise wohnen 6463 Einwohner (Stand am 31. Dezember 2023). Die Nachbargemeinden sind Chiaromonte, Colobraro (MT), Noepoli, Roccanova, San Giorgio Lucano (MT) und Sant’Arcangelo.
Mit der Gemeinde Busto Garolfo in der Metropolitanstadt Mailand besteht eine Partnerschaft.

## Persönlichkeiten
- Francesco Pignatelli (1652–1734), Kardinal